# Малавський Володимир Євгенович

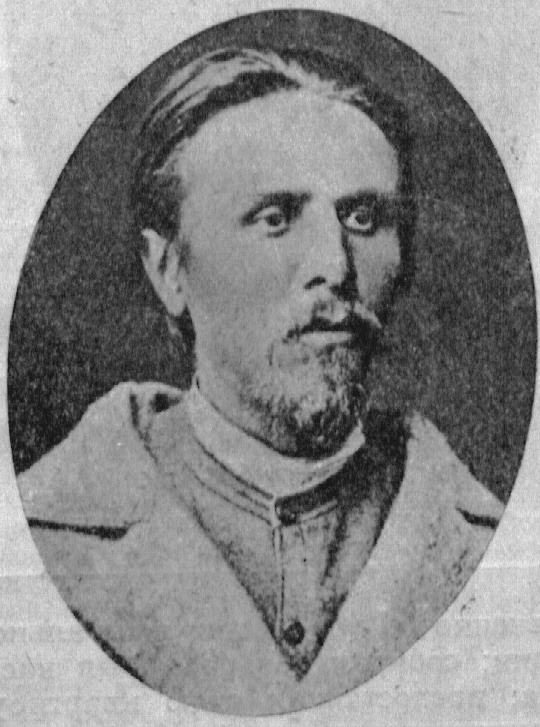
Володимир Малавський, 1878 рік

Володи́мир Євге́нович Мала́вський (* 1853, Кам'янець-Подільський — † 16 березня (28 березня) 1886) — український революціонер-народник.

## Біографія
Володимир Малавський народився 1853 року в Кам'янці-Подільському. Дворянин. Син колезького радника, вчителя гімназії Євгена Касяновича Малавського, який викладав латинську мову.
1870 року закінчив Кам'янець-Подільську гімназію. Того ж року вступив до Київського університету. Навчався на юридичному, природничому, медичному факультетах. 1875 року Малавського відрахували з медичного факультету через несплату за навчання.
Від 1874 року вів народницьку пропаганду серед селян Подільської губернії.
1876 року переїхав до Києва.
Один з учасників Чигиринської змови 1877 року (разом з іншими членами народницького гуртка організував нелегальне селянське товариство «Таємна дружина» для підготовки повстання).
Заарештовано 1877 року, засуджено 1880 року до 20 років каторги. За втечу з Красноярської тюрми (1881) строк каторги збільшено на 15 років. Каторгу відбував на Карі.
За участь у виступі в'язнів проти жорстокого тюремного режиму (1883) переведено до Петропавлівської, потім до Шліссельбурзької фортеці, де помер.